# Cantón de Tonnay-Boutonne
El cantón de Tonnay-Boutonne era una división administrativa francesa, que estaba situada en el departamento de Charente Marítimo y la región de Poitou-Charentes.

## Composición
El cantón estaba formado por once comunas:
- Annezay
- Chantemerle-sur-la-Soie
- Chervettes
- Nachamps
- Puy-du-Lac
- Puyrolland
- Saint-Crépin
- Saint-Laurent-de-la-Barrière
- Saint-Loup
- Tonnay-Boutonne
- Torxé

## Supresión del cantón de Tonnay-Boutonne
En aplicación del Decreto nº 2014-269 de 27 de febrero de 2014, el cantón de Tonnay-Boutonne fue suprimido el 22 de marzo de 2015 y sus 11 comunas pasaron a formar parte del nuevo cantón de Saint-Jean-d'Angély.